# Чичестер, Джордж, 3-й маркиз Донегол
Джордж Гамильтон Чичестер, 3-й маркиз Донегол (англ. George Hamilton Chichester, 3rd Marquess of Donegall; 10 февраля 1797 — 20 октября 1883) — англо-ирландский аристократ, землевладелец, придворный и политик. Он был известен как виконт Чичестер с 1797 по 1799 год и граф Белфаст с 1799 по 1844 год. Занимал должность вице-камергера королевского двора в 1830—1834, 1838—1841 годах, а также капитана йоменской гвардии с 1848 по 1852 год. В 1841 году ему был пожалован титул барона Инишоуэна и Каррикфергуса, он также был лордом-лейтенантом Антрима с 1841 по 1883 год и был произведен в рыцари Святого Патрика в 1857 году.

## История и образование
Родился 10 февраля 1797 года в Грейт-Кемберленд-Плейс, Лондон. Старший сын Джорджа Августа Чичестера, виконта Чичестера (1769—1844), который в 1799 году стал 2-м виконтом Донеголом, и его жены Энн Мэй, дочери сэра Эдварда Мэя, 2-го баронета. Он получил образование в Итонском колледже и колледже Крайст-Черч в Оксфорде, а затем некоторое время служил капитаном в 11-м гусарском полку. Он был известен под титулом виконта Чичестера с рождения до 1799 года и как граф Белфаст с 1799 по 1844 год.

## Политическая карьера
В 1818 году, лорд Белфаст был избран в Палату общин Великобритании в качестве депутата от Каррикфергуса, а спустя два года стал членом парламента от Белфаста. В июле 1830 года он был приведен к присяге в Тайном совете и назначен вице-камергер двора в правительстве тори под руководством герцога Веллингтона. В августе 1830 года он был возвращен в парламент от Антрима. В ноябре 1830 года лорд Белфаст вошел в состав правительства вигов под руководством лорда Грея в качестве вице-камергера королевского двора. В 1831 году он был награжден Рыцарским Большим крестом Королевского Гвельфийского ордена. Он оставался вице-камергером до 1834 года, последние месяцы при премьер-министре лорде Мельбурне . В 1837 году лорд Белфаст снова был избран в Палату общин от Белфаста. Первоначально он не служил во второй администрации лорда Мельбурна, но в 1838 году он во второй раз стал вице-камергером двора. Он ушел в отставку, когда правительство ушло в отставку в 1841 году, и в том же году он безуспешно боролся за место депутата от Белфаста в качестве кандидата от либералов. Вместо этого он был возведен в звание пэра Соединенного Королевства по собственному праву как барон Инишоуэн и Каррикфергус из Инишоуэна в графстве Донегол и Каррикфергус в графстве Антрим . Он три года заседал в Палате лордов в Вестминстере под этим титулом, прежде чем унаследовать титул своего отца в 1844 году.
Лорд Донегол первоначально не служил в первой администрации лорда Джона Рассела, но в 1848 году вернулся в правительство в качестве капитана йоменской гвардии. Он ушел в отставку вместе с остальными членами правительства вигов в начале 1852 года. Помимо своей политической карьеры, он также был лордом-лейтенантом Антрима с 1841 по 1883 год. В 1857 году он был произведен в рыцари ордена Святого Патрика . На момент своей смерти в 1883 году он был старшим членом Тайного совета.

## Семья
8 декабря 1822 года лорд Донегол женился первым браком на леди Гарриет Энн Батлер (ум. 14 сентября 1860), дочери Ричарда Батлера, 1-го графа Гленгалла (1775—1819), и Эмилии Джефферис (? — 1836). У них было трое детей:
- Леди Гарриет Августа Анна Сеймурина Чичестер (ум. 14 апреля 1898), в 1856 году вышла замуж за Энтони Эшли-купера, 8-го графа Шафтсбери (1831—1886).
- Джордж Август Чичестер, виконт Чичестер (26 мая 1826 — 18 июня 1827)
- Фредерик Ричард Чичестер, граф Белфаст (25 ноября 1827 — 11 февраля 1853); умер в Неаполе, не женат.

После смерти своей первой жены в сентябре 1860 года он женился, 26 февраля 1862 года, на своей второй жене Гарриет Грэм (ум. 6 марта 1884), дочери сэра Беллингема Реджинальда Грэма, 7-го баронета (1789—1866), и вдове сэра Фредерика Эшворта (? — 1858). От этого брака детей не было.
Лорд Донегол скончался в Брайтоне, графство Сассекс, в октябре 1883 года в возрасте 86 лет и был похоронен в Белфасте. После его смерти титул барона Инишоуэна и Каррикфергуса прервался, а маркизат унаследовал его младший брат, лорд Эдвард Чичестер. Маркиза Донегол умерла в марте 1884 года.